# Shirine Boutella
Shirine Boutella (Algeri, 22 agosto 1990) è un'attrice algerina, conosciuta soprattutto per il suo ruolo nella serie tv di Netflix Lupin.

## Biografia
Shirine Boutella dopo essersi diplomata al liceo, ha continuato i propri studi linguistici trasferendosi in Francia. Il debutto televisivo avviene nel 2017, quando recita nella serie tv algerina (Casbah City) El Khawa, dove interpreta il personaggio di Amina Mustaphaoui.
Nel 2019 approda invece sul grande schermo con il film Non conosci Papicha di Mounia Meddour. Nel 2021 entra a far parte del cast della nuova serie tv Lupin ispirata al famoso ladro gentiluomo. L’attrice interpreta il ruolo di Sofia Belkacem, una tenente abbastanza scettica sulla teoria secondo la quale il ladro a cui danno la caccia si sia ispirato ai libri di Arsenio Lupin. 
È cugina dell'attrice e ballerina, franco-algerina, Sofia Boutella.

## Filmografia parziale

### Cinema
- Non conosci Papicha (Papicha), regia di  Mounia Meddour (2019)
- Fantasie (Les Fantasmes), regia di David Foenkinos e Stéphane Foenkinos (2021)
- Sirene (Sirènes), regia di Adeline Picault (2024)

### Televisione
- Casbah City (2017) - miniserie TV
- Miskina la pauvre (2020)[4] - miniserie TV
- Lupin (2021) - serie TV
- Fugueuse (2021) - serie TV
- Christmas Flow - Gli opposti si innamorano (2021) - serie TV

## Doppiatrici italiane
- Perla Liberatori in Non conosci Papicha
- Gemma Donati in Lupin